# Чоле бхатуре
Чоле бхатуре ( гінді छोले भटूरे) — харчова страва, що походить з півночі Індії. Вона ще дуже популярна у Пакистані Равалпінді.  Чоле бхатуре - це поєднання хана масала (гострий білий нут) та бхатура / Пурі (смажений хліб, виготовлений з майди).  Існує чіткий панджабі варіант страви. В Пакистані страва  дуже популярна як сніданок. Халва Пурі відрізняється від Чоле бхатуре тим, що Халва Пурі подається додатково з Халва.
Чоле-батуре також їдять на сніданок, в супроводі ласі. Вона може бути як вуличною їжею, так і повноцінною, яка подається вразом з цибулею, маринованованою морквою, зеленою чатні або ачар . 
Халва Пурі ( урду : حلوہ پوری ) ( хінді : हलवा पूरी ) - пакистанська страва , яка також виникла на Індійському субконтиненті.  . Вона особливо популярна в пакистанській, індійській та бангладешській кухні . 
Їжа походила з північних регіонів Індійського субконтиненту, головним чином  штату Уттар-Прадеш .Страва також популярна в низинному Непалі, в регіоні Терай, особливо в громаді Мадеш. Її подають як прасаду індуїсти та сикхи в індійських штатах Мадх'я-Прадеш, Пенджаб, Хар'яна, Хімачал-Прадеш, Біхар, Уттаракханд та Уттар-Прадеш.  Халва Пурі, зазвичай, являється частиною сніданку та пізнього сніданку. А взагалі його їдять в любий час. У Пакистані сніданок Ніхарі та Халва Пурі відомий серед людей у Лахорі та Карачі .

## Склад
Халва пурі  складається із смаженого у фритюрі хліба ( пурі ), що подається з халвою та каррі, змішаними з нуту (відомого на місцевості як "чолі") та картоплі. Традиційно на сніданок   подають соління з манго та цибулі в супроводі свіжого йогурту.
Різноманітні пекарні часто встановлюють кіоски Halwa Poori на сніданок, де пропонують вечеряти на вулиці або пропонують на винос. 